# Odcinek Taktyczny „Danyliw”
28 Odcinek Taktyczny „Danyliw” – jeden z trzech odcinków taktycznych UPA, wchodzących w skład 6 Okręgu UPA.

## Dowództwo 28 TW „Danyliw”
- dowódca:
  - Marijan Łukaszewycz „Jahoda” (od początku 1945 do 9 września 1945)
  - Jewhen Sztendera „Pryrwa”(od października 1945 do października 1946)
  - Wołodymyr Soroczak „Berkut” (od listopada 1946 do października 1947)
- szef sztabu:
  - Piotr Łahoda „Hromowyj”, „Wujek” (od września 1946 do października 1947)
- pisarz:
  - „Ciatywa” (od września 1946 do lutego 1947)
  - Bogdan Chmel „Chmełyk” (od marca do października 1947)

## Obszar działania
Działalność odcinka obejmowała następujący obszar:
- wschodnia część powiatu tomaszowskiego
- powiat hrubieszowski
- powiat włodawski
- południowa część powiatu bialskiego

## Jednostki
- Kureń UPA „Wowky” (dowódca „Jahoda, później „Berkut”) 
  - sotnia „Wowky-1” (99) (dowódca „Karpo”, później „Jar”)
  - sotnia „Czausa”
  - sotnia „Wowky-2” (100) (dowódca „Duda)
  - sotnia „Wowky-3” (90) (dowódca „Bahrianyj”, potem „Dawyd”)
- samodzielne sotnie
  - sotnia „Łysa”
  - sotnia „Krapka”